# Partito Democratico (Isole Vergini)
Il Partito Democratico delle Isole Vergini (in lingua inglese: Democratic Party of the Virgin Islands) è un partito politico delle Isole Vergini Americane ed è affiliato al Partito Democratico a livello nazionale.
Su 51.000 elettori registrati nelle Isole Vergini americane, circa 30.000 sono democratici registrati.